# Giuseppe Perletto
Giuseppe Perletto (* 2. Mai 1948 in Dolcedo) ist ein ehemaliger italienischer Radrennfahrer.

## Sportliche Laufbahn
Perletto war im Straßenradsport aktiv. Als Amateur holte er im Giro Ciclistico d’Italia 1970 einen Etappensieg und gewann Monte-Carlo–Alassio. Mit der Nationalmannschaft bestritt er die Bulgarien-Rundfahrt. 1971 gewann er eine Etappe im Giro della Valle d’Aosta. Den Giro Ciclistico d’Italia 1971 beendete er hinter Francesco Moser als Zweiter.
Von 1972 bis 1979 war er Berufsfahrer. Er gewann Mailand–Tortona 1972, À travers Lausanne sowie die 14. Etappe des Giro d’Italia 1974, den Giro della Provincia di Reggio Calabria 1975, je eine Etappe in der Katalonischen Woche und bei Tirreno–Adriatico 1976, je eine Etappe im Giro d’Italia, in der Vuelta a España sowie in der Katalonischen Woche 1977. 1978 holte er erneut einen Etappensieg im Giro d’Italia und gewann das Eintagesrennen Giro della Toscana vor Pierino Gavazzi. Dritter wurde Perletto im Giro della Toscana 1972 und in der Katalonischen Woche 1976.
Den Giro d’Italia bestritt er achtmal. 1972 wurde er 22., 1973 55., 1974 19., 1975 7., 1976 20., 1977 18., 1978 20. und 1979 30. der Gesamtwertung. In der Vuelta a España 1975 wurde er 7. und 1977 25. im Endklassement. 1979 trat er vom Radsport zurück.